# Qualificações para o Campeonato Europeu de Futebol de 2024
A Qualificação para o Campeonato Europeu de Futebol de 2024 foi uma competição de futebol pela qual foram definidas as 23 seleções participantes do Campeonato Europeu de Futebol de 2024. A competição foi vinculada à Liga das Nações da UEFA de 2022–23, dando as seleções uma rota secundária para se qualificar para o torneio final. Ao contrário da edição anterior, o país anfitrião, Alemanha, classificou-se automaticamente para a Euro 2024
Ao todo, 53 países irão ser representados no processo de qualificação. O sorteio para a fase de grupo das qualificações aconteceu em Frankfurt no dia 9 de outubro de 2022.

## Formato
O formato é similar ao das Qualificações para o Campeonato Europeu de Futebol de 2020, a fase de grupos irá decidir os 20 dos 23 times que irão avançar para o torneio final e se juntas à anfitriã Alemanha. As 53 associações membros da UEFA foram divididas em dez grupos, com sete grupos contendo cinco times e três contendo seis times. O sorteio para a fase de grupos das qualificações ocorreu em 9 de outubro de 2022, depois da conclusão da fase de ligas da Liga das Nações da UEFA de 2022–23. Os quatro participantes da fase final da UEFA Nations League foram sorteados em grupos com cinco times (para que eles sejam capazes de competir nas finais da Nations League em junho de 2023). A fase de grupos das qualificações será jogada com jogos de ida e volta, em sistema de todos contra todos, com duplos dias de partida em março, junho, setembro, outubro e novembro de 2023. Os vencedores e vices dos dez grupos se classificarão diretamente para o torneio final.

### Critérios de desempate
Se duas ou mais equipas empatassem em pontos na conclusão das partidas do grupo, os seguintes critérios de desempate seriam aplicados: 
1. Maior número de pontos obtidos nos jogos disputados entre as equipas em questão;
2. Melhor diferença de gols nos jogos disputados entre as equipas em questão;
3. Maior número de gols marcados nos jogos disputados entre as equipas em questão;
4. Se, após ter aplicado os critérios de 1 a 3, as equipas ainda tiverem uma classificação igual, os critérios de 1 a 3 serão reaplicados exclusivamente aos jogos entre as equipas em questão para determinar sua classificação final. [a] Se este procedimento não levar a uma decisão, aplicam-se os critérios 5 a 11;
5. Diferença de gols superior em todas as partidas do grupo;
6. Maior número de gols marcados em todas as partidas do grupo;
7. Maior número de gols fora marcados em todas as partidas do grupo;
8. Maior número de vitórias em todas as partidas do grupo;
9. Maior número de vitórias fora em todas as partidas do grupo;
10. Fair play em todas as partidas do grupo (1 ponto por cartão amarelo, 3 pontos por cartão vermelho como consequência de dois cartões amarelos, 3 pontos por cartão vermelho direto, 4 pontos por cartão amarelo seguido de cartão vermelho direto);
11. Posição no ranking geral da Liga das Nações da UEFA.

Notas
1. ↑  Quando existem duas ou mais equipas empatadas em pontos, os critérios de 1 a 3 são aplicados. Após esses critérios serem aplicados, eles podem definir a posição de algumas das equipas envolvidas, mas não todas. Por exemplo, se houver um empate entre três seleções nos pontos, a aplicação dos quatro primeiros critérios só pode quebrar o empate para uma das equipas, deixando as outras duas equipas ainda empatadas. Nesse caso, o procedimento de desempate é retomado, desde o início, para as equipas que ainda estão empatadas.

### Repescagem
Após a fase de grupos, as três vagas restantes serão decididas mediante os play-offs, os quais acontecerão em março de 2024. Doze times irão ser selecionados baseado em suas performances na Liga das Nações da UEFA de 2022–23. Esses times serão divididos em três caminhos, cada um contendo quatro equipes, com um time de cada caminho se qualificando para o torneio final. Os vencedores dos grupos da Liga das Nações A, B e C estão automaticamente classificados para os play-offs de suas ligas, ao não ser que eles já tenham se classificado para o torneio final por meio da fase de grupos. Se um vencedor de um grupo já estiver se classificado pela fase de grupos, ele será reposto pelo próximo time não classificado melhor colocado em sua liga. Contudo, se não tiver times suficientes na mesma liga para preencher as vagas, então a vaga irá para o time vencedor de um grupo da liga D melhor colocado, ao não ser que esse time já esteja classificado para o torneio final. As vagas restantes são então alocadas para o próximo melhor time no ranking geral da Liga das Nações. No entanto, vencedores de grupos das ligas B e C não podem enfrentam times de uma liga superior.
Os três caminhos do play-off irão, cada um, conter duas semifinais e uma final, todos com partidas únicas. Nas semifinais, o time melhor colocado no ranking irá ser mandante contra o quarto melhor colocado, e o segundo irá ser mandante contra o terceiro colocado. O mandante da final será sorteado entre os vencedores das semifinais. Os três vencedores dos play-offs irão se juntar aos vinte times que se já se classificaram para o torneio final pela fase grupos.

### Critérios para classificação geral
Para determinar a classificação geral das eliminatórias, os resultados contra equipas em sexto lugar são descartados e os seguintes critérios são aplicados:
1. Posição no grupo;
2. Maior número de pontos;
3. Diferença de golos superior;
4. Maior número de golos marcados;
5. Maior número de golos marcados fora de casa;
6. Maior número de vitórias;
7. Maior número de vitórias fora de casa;
8. Fair play (1 ponto para um único cartão amarelo, 3 pontos para um cartão vermelho como consequência de dois cartões amarelos, 3 pontos para um cartão vermelho directo, 4 pontos para um cartão amarelo seguido de um cartão vermelho directo);
9. Posição no ranking geral da Liga das Nações da UEFA.

## Calendário
Este é o calendário das qualificações.
| Fase           | Rodada     | Datas                     |
| -------------- | ---------- | ------------------------- |
| Fase de grupos | 1          | 23–25 de março de 2023    |
| Fase de grupos | 2          | 26–28 de março de 2023    |
| Fase de grupos | 3          | 16–17 de junho de 2023    |
| Fase de grupos | 4          | 19–20 de junho de 2023    |
| Fase de grupos | 5          | 7–9 de setembro de 2023   |
| Fase de grupos | 6          | 10–12 de setembro de 2023 |
| Fase de grupos | 7          | 12–14 de outubro de 2023  |
| Fase de grupos | 8          | 15–17 de outubro de 2023  |
| Fase de grupos | 9          | 16–18 de novembro de 2023 |
| Fase de grupos | 10         | 19–21 de novembro de 2023 |
| Repescagem     | Semifinais | 21 de março de 2024       |
| Repescagem     | Finais     | 26 de março de 2024       |

## Sorteio
O sorteio da fase de grupos de qualificação foi realizado em 9 de outubro de 2022, às 12:00 CET (11:00 hora local, TUC) no Festhalle, em Frankfurt (Alemanha). Das 55 associações da UEFA, 53 irão competir nas qualificações. A equipe anfitriã (Alemanha) se classificou diretamente para o torneio final, enquanto que a Rússia ficou, em 20 de setembro de 2022, inelegível de competir em competições da FIFA e da UEFA devido à invasão do país à Ucrânia.
As 53 equipas foram divididas em 6 potes se baseando no ranking geral da Liga das Nações da UEFA de 2022–23 após o término da fase das ligas. Os quatro participantes da fase final da Liga das Nações 2023 foram colocados em um pote UNL e sorteados nos grupos A–D, os quais contêm apenas cinco times, para que eles só joguem oitos partidas das qualificações, deixando duas datas de partida para jogar na fase final da Liga das Nações em junho de 2023. Os próximos seis melhores times foram colocados no Pote 1. Os Potes 2–5 contêm dez times, enquanto que o Pote 6 possui os três piores times do ranking. Os times foram sorteados em dez grupos: sete grupos com cinco times (Grupos A–G) e três grupos com seis times (Grupos H–J). O sorteio começou com os times dos Potes UNL e do Pote 1, e continuou do Pote 2 até o Pote 6, no qual um time foi sorteado e atribuído para o primeiro grupo disponível (com base nas condições do sorteio) em ordem alfabética.
As seguintes restrições foram aplicadas com a assistências computacional:
- Confrontos proibidos: Os seguintes pares de equipas não puderam ser sorteados no mesmo grupo devido a conflitos políticos: Gibraltar/Espanha, Kosovo/Bósnia e Herzegovina, Kosovo/Sérvia e Armênia/Azerbaijão
- Locais de inverno: Um máximo de duas equipas identificadas como locais com alto ou médio risco de condições severas de inverno foram colocados em cada grupo: Bielorrússia, Estónia, Finlândia, Ilhas Faroé, Islândia, Letónia, Lituânia e Noruega.
  - Os dois "locais duros de inverno" (Ilhas Faroé e Islândia) não podem receber jogos em março ou novembro; os outros devem jogar o menor número possível de partidas em casa em março e novembro.
- Viagem em excesso: No máximo um par de equipas identificadas com distância de deslocamento excessiva em relação a outros países foi colocado em cada grupo:
  - Azerbaijão: com Gibraltar, Islândia e Portugal
  - Islândia: com Chipre, Geórgia e Israel.(Armênia também foi identificada com a Islândia por distância excessiva de viagem, mas as equipas estão no mesmo pote para o sorteio.)
  - Cazaquistão: com Andorra, Inglaterra, França, Gibraltar, Islândia, Malta, Irlanda do Norte, Portugal, Irlanda, Escócia, Espanha e País de Gales. (Ilhas Faroé também foi identificada com o Cazaquistão por distância excessiva de viagem, mas as equipas estão no mesmo pote para o sorteio.)

## Chaveamento
As seleções foram separadas nos potes com base nos rankings gerais de setembro de 2022 da Liga das Nações da UEFA de 2022–23.
| Time     | Rank |
| -------- | ---- |
| Alemanha | 10   |

| Seleção       | Rank |
| ------------- | ---- |
| Países Baixos | 1    |
| Croácia       | 2    |
| Espanha       | 3    |
| Itália        | 4    |

| Seleção   | Rank |
| --------- | ---- |
| Dinamarca | 5    |
| Portugal  | 6    |
| Bélgica   | 7    |
| Hungria   | 8    |
| Suíça     | 9    |
| Polónia   | 11   |

| Seleção              | Rank |
| -------------------- | ---- |
| França               | 12   |
| Áustria              | 13   |
| Tchéquia             | 14   |
| Inglaterra           | 15   |
| País de Gales        | 16   |
| Israel               | 17   |
| Bósnia e Herzegovina | 18   |
| Sérvia               | 19   |
| Escócia              | 20   |
| Finlândia            | 21   |

| Seleção    | Rank |
| ---------- | ---- |
| Ucrânia    | 22   |
| Islândia   | 23   |
| Noruega    | 24   |
| Eslovênia  | 25   |
| Irlanda    | 26   |
| Albânia    | 27   |
| Montenegro | 28   |
| Romênia    | 29   |
| Suécia     | 30   |
| Armênia    | 31   |

| Seleção            | Rank |
| ------------------ | ---- |
| Geórgia            | 33   |
| Grécia             | 34   |
| Turquia            | 35   |
| Cazaquistão        | 36   |
| Luxemburgo         | 37   |
| Azerbaijão         | 38   |
| Kosovo             | 39   |
| Bulgária           | 40   |
| Ilhas Faroé        | 41   |
| Macedônia do Norte | 42   |

| Seleção          | Rank |
| ---------------- | ---- |
| Eslováquia       | 43   |
| Irlanda do Norte | 44   |
| Chipre           | 45   |
| Bielorrússia     | 46   |
| Lituânia         | 47   |
| Gibraltar        | 48   |
| Estónia          | 49   |
| Letónia          | 50   |
| Moldávia         | 51   |
| Malta            | 52   |

| Seleção       | Rank |
| ------------- | ---- |
| Andorra       | 53   |
| San Marino    | 54   |
| Liechtenstein | 55   |

| Time   | Rank |
| ------ | ---- |
| Rússia | 32   |

## Grupos
As partidas estão ocorrendo de 23 de março a 21 de novembro de 2023.
|  | Equipes qualificadas para o Campeonato Europeu de Futebol de 2024 |
|  | Equipes classificadas para a repescagem                           |
|  | Equipes eliminadas                                                |

### Grupo A
| Pos | Equipe  | Pts | J | V | E | D | GP | GC | SG  | Classificado             |  | ESP | SCO | NOR | GEO | CYP |
| --- | ------- | --- | - | - | - | - | -- | -- | --- | ------------------------ |  | --- | --- | --- | --- | --- |
| 1   | Espanha | 21  | 8 | 7 | 0 | 1 | 25 | 5  | +20 | Eurocopa 2024            |  | —   | 2–0 | 3–0 | 3–1 | 6–0 |
| 2   | Escócia | 17  | 8 | 5 | 2 | 1 | 17 | 8  | +9  | Eurocopa 2024            |  | 2–0 | —   | 3–3 | 2–0 | 3–0 |
| 3   | Noruega | 11  | 8 | 3 | 2 | 3 | 14 | 12 | +2  | Eliminado                |  | 0–1 | 1–2 | —   | 2–1 | 3–1 |
| 4   | Geórgia | 8   | 8 | 2 | 2 | 4 | 12 | 18 | −6  | Avança para a repescagem |  | 1–7 | 2–2 | 1–1 | —   | 4–0 |
| 5   | Chipre  | 0   | 8 | 0 | 0 | 8 | 3  | 28 | −25 | Eliminado                |  | 1–3 | 0–3 | 0–4 | 1–2 | —   |

### Grupo B
| Pos | Equipe        | Pts | J | V | E | D | GP | GC | SG  | Classificado             |  | FRA | NED | GRE | IRL | GIB  |
| --- | ------------- | --- | - | - | - | - | -- | -- | --- | ------------------------ |  | --- | --- | --- | --- | ---- |
| 1   | França        | 22  | 8 | 7 | 1 | 0 | 29 | 3  | +26 | Eurocopa 2024            |  | —   | 4–0 | 1–0 | 2–0 | 14–0 |
| 2   | Países Baixos | 18  | 8 | 6 | 0 | 2 | 17 | 7  | +10 | Eurocopa 2024            |  | 1–2 | —   | 3–0 | 1–0 | 3–0  |
| 3   | Grécia        | 13  | 8 | 4 | 1 | 3 | 14 | 8  | +6  | Avança para a repescagem |  | 2–2 | 0–1 | —   | 2–1 | 5–0  |
| 4   | Irlanda       | 6   | 8 | 2 | 0 | 6 | 9  | 10 | −1  | Eliminado                |  | 0–1 | 1–2 | 0–2 | —   | 3–0  |
| 5   | Gibraltar     | 0   | 8 | 0 | 0 | 8 | 0  | 41 | −41 | Eliminado                |  | 0–4 | 0–6 | 0–3 | 0–4 | —    |

### Grupo C
| Pos | Equipe             | Pts | J | V | E | D | GP | GC | SG  | Classificado             |  | ENG | ITA | UKR | MKD | MLT |
| --- | ------------------ | --- | - | - | - | - | -- | -- | --- | ------------------------ |  | --- | --- | --- | --- | --- |
| 1   | Inglaterra         | 20  | 8 | 6 | 2 | 0 | 22 | 4  | +18 | Eurocopa 2024            |  | —   | 3–1 | 2–0 | 7–0 | 2–0 |
| 2   | Itália             | 14  | 8 | 4 | 2 | 2 | 16 | 9  | +7  | Eurocopa 2024            |  | 1–2 | —   | 2–1 | 5–2 | 4–0 |
| 3   | Ucrânia            | 14  | 8 | 4 | 2 | 2 | 11 | 8  | +3  | Avança para a repescagem |  | 1–1 | 0–0 | —   | 2–0 | 1–0 |
| 4   | Macedônia do Norte | 8   | 8 | 2 | 2 | 4 | 10 | 20 | −10 | Eliminado                |  | 1–1 | 1–1 | 2–3 | —   | 2–1 |
| 5   | Malta              | 0   | 8 | 0 | 0 | 8 | 2  | 20 | −18 | Eliminado                |  | 0–4 | 0–2 | 1–3 | 0–2 | —   |

1. 1 2  Classificado em pontos de confronto direto: Itália 4, Ucrânia 1.

### Grupo D
| Pos | Equipe        | Pts | J | V | E | D | GP | GC | SG  | Classificado             |  | TUR | CRO | WAL | ARM | LVA |
| --- | ------------- | --- | - | - | - | - | -- | -- | --- | ------------------------ |  | --- | --- | --- | --- | --- |
| 1   | Turquia       | 17  | 8 | 5 | 2 | 1 | 14 | 7  | +7  | Eurocopa 2024            |  | —   | 0–2 | 2–0 | 1–1 | 4–0 |
| 2   | Croácia       | 16  | 8 | 5 | 1 | 2 | 13 | 4  | +9  | Eurocopa 2024            |  | 0–1 | —   | 1–1 | 1–0 | 5–0 |
| 3   | País de Gales | 12  | 8 | 3 | 3 | 2 | 10 | 10 | 0   | Avança para a repescagem |  | 1–1 | 2–1 | —   | 2–4 | 1–0 |
| 4   | Armênia       | 8   | 8 | 2 | 2 | 4 | 9  | 11 | −2  | Eliminado                |  | 1–2 | 0–1 | 1–1 | —   | 2–1 |
| 5   | Letónia       | 3   | 8 | 1 | 0 | 7 | 5  | 19 | −14 | Eliminado                |  | 2–3 | 0–2 | 0–2 | 2–0 | —   |

### Grupo E
| Pos | Equipe      | Pts | J | V | E | D | GP | GC | SG  | Classificado             |  | ALB | CZE | POL | MDA | FRO |
| --- | ----------- | --- | - | - | - | - | -- | -- | --- | ------------------------ |  | --- | --- | --- | --- | --- |
| 1   | Albânia     | 15  | 8 | 4 | 3 | 1 | 12 | 4  | +8  | Eurocopa 2024            |  | —   | 3–0 | 2–0 | 2–0 | 0–0 |
| 2   | Tchéquia    | 15  | 8 | 4 | 3 | 1 | 12 | 6  | +6  | Eurocopa 2024            |  | 1–1 | —   | 3–1 | 3–0 | 1–0 |
| 3   | Polónia     | 11  | 8 | 3 | 2 | 3 | 10 | 10 | 0   | Avança para a repescagem |  | 1–0 | 1–1 | —   | 1–1 | 2–0 |
| 4   | Moldávia    | 10  | 8 | 2 | 4 | 2 | 7  | 10 | −3  | Eliminado                |  | 1–1 | 0–0 | 3–2 | —   | 1–1 |
| 5   | Ilhas Faroé | 2   | 8 | 0 | 2 | 6 | 2  | 13 | −11 | Eliminado                |  | 1–3 | 0–3 | 0–2 | 0–1 | —   |

### Grupo F
| Pos | Equipe     | Pts | J | V | E | D | GP | GC | SG  | Classificado             |  | BEL | AUT | SWE | AZE | EST |
| --- | ---------- | --- | - | - | - | - | -- | -- | --- | ------------------------ |  | --- | --- | --- | --- | --- |
| 1   | Bélgica    | 20  | 8 | 6 | 2 | 0 | 22 | 4  | +18 | Eurocopa 2024            |  | —   | 1–1 | 1–1 | 5–0 | 5–0 |
| 2   | Áustria    | 19  | 8 | 6 | 1 | 1 | 17 | 7  | +10 | Eurocopa 2024            |  | 2–3 | —   | 2–0 | 4–1 | 2–1 |
| 3   | Suécia     | 10  | 8 | 3 | 1 | 4 | 14 | 12 | +2  | Eliminado                |  | 0–3 | 1–3 | —   | 5–0 | 2–0 |
| 4   | Azerbaijão | 7   | 8 | 2 | 1 | 5 | 7  | 17 | −10 | Eliminado                |  | 0–1 | 0–1 | 3–0 | —   | 1–1 |
| 5   | Estónia    | 1   | 8 | 0 | 1 | 7 | 2  | 22 | −20 | Avança para a repescagem |  | 0–3 | 0–2 | 0–5 | 0–2 | —   |

1. ↑  O jogo Bélgica x Suécia foi abandonado no intervalo com o placar de 1 a 1 por motivos de segurança, depois de dois torcedores suecos foram mortos em um tiroteio terrorista em Bruxelas.[8] Em 19 de outubro de 2023, a UEFA decidiu que o resultado do intervalo seria considerado final e a partida não seria reiniciada.[9]

### Grupo G
| Pos | Equipe     | Pts | J | V | E | D | GP | GC | SG | Classificado  |  | HUN | SRB | MNE | LTU | BUL |
| --- | ---------- | --- | - | - | - | - | -- | -- | -- | ------------- |  | --- | --- | --- | --- | --- |
| 1   | Hungria    | 18  | 8 | 5 | 3 | 0 | 16 | 7  | +9 | Eurocopa 2024 |  | —   | 2–1 | 3–1 | 2–0 | 3–0 |
| 2   | Sérvia     | 14  | 8 | 4 | 2 | 2 | 15 | 9  | +6 | Eurocopa 2024 |  | 1–2 | —   | 3–1 | 2–0 | 2–2 |
| 3   | Montenegro | 11  | 8 | 3 | 2 | 3 | 9  | 11 | −2 | Eliminado     |  | 0–0 | 0–2 | —   | 2–0 | 2–1 |
| 4   | Lituânia   | 6   | 8 | 1 | 3 | 4 | 8  | 14 | −6 | Eliminado     |  | 2–2 | 1–3 | 2–2 | —   | 1–1 |
| 5   | Bulgária   | 4   | 8 | 0 | 4 | 4 | 7  | 14 | −7 | Eliminado     |  | 2–2 | 1–1 | 0–1 | 0–2 | —   |

### Grupo H
| Pos | Equipe           | Pts | J  | V | E | D  | GP | GC | SG  | Classificado             |  | DEN | SVN | FIN | KAZ | NIR | SMR |
| --- | ---------------- | --- | -- | - | - | -- | -- | -- | --- | ------------------------ |  | --- | --- | --- | --- | --- | --- |
| 1   | Dinamarca        | 22  | 10 | 7 | 1 | 2  | 19 | 10 | +9  | Eurocopa 2024            |  | —   | 2–1 | 3–1 | 3–1 | 1–0 | 4–0 |
| 2   | Eslovênia        | 22  | 10 | 7 | 1 | 2  | 20 | 9  | +11 | Eurocopa 2024            |  | 1–1 | —   | 3–0 | 2–1 | 4–2 | 2–0 |
| 3   | Finlândia        | 18  | 10 | 6 | 0 | 4  | 18 | 10 | +8  | Avança para a repescagem |  | 0–1 | 2–0 | —   | 1–2 | 4–0 | 6–0 |
| 4   | Cazaquistão      | 18  | 10 | 6 | 0 | 4  | 16 | 12 | +4  | Avança para a repescagem |  | 3–2 | 1–2 | 0–1 | —   | 1–0 | 3–1 |
| 5   | Irlanda do Norte | 9   | 10 | 3 | 0 | 7  | 9  | 13 | −4  | Eliminado                |  | 2–0 | 0–1 | 0–1 | 0–1 | —   | 3–0 |
| 6   | San Marino       | 0   | 10 | 0 | 0 | 10 | 3  | 31 | −28 | Eliminado                |  | 1–2 | 0–4 | 1–2 | 0–3 | 0–2 | —   |

1. 1 2  Pontos de confronto direto: Dinamarca 4, Eslovênia 1
2. 1 2  Saldo de gols em todas as partidas da fase de grupos: Finlândia +8, Cazaquistão +4

### Grupo I
| Pos | Equipe       | Pts | J  | V | E | D | GP | GC | SG  | Classificado             |  | ROU | SUI | ISR | BLR | KOS | AND |
| --- | ------------ | --- | -- | - | - | - | -- | -- | --- | ------------------------ |  | --- | --- | --- | --- | --- | --- |
| 1   | Romênia      | 22  | 10 | 6 | 4 | 0 | 16 | 5  | +11 | Eurocopa 2024            |  | —   | 1–0 | 1–1 | 2–1 | 2–0 | 4–0 |
| 2   | Suíça        | 17  | 10 | 4 | 5 | 1 | 22 | 11 | +11 | Eurocopa 2024            |  | 2–2 | —   | 3–0 | 3–3 | 1–1 | 3–0 |
| 3   | Israel       | 15  | 10 | 4 | 3 | 3 | 11 | 11 | 0   | Avança para a repescagem |  | 1–2 | 1–1 | —   | 1–0 | 1–1 | 2–1 |
| 4   | Bielorrússia | 12  | 10 | 3 | 3 | 4 | 9  | 14 | −5  | Eliminado                |  | 0–0 | 0–5 | 1–2 | —   | 2–1 | 1–0 |
| 5   | Kosovo       | 11  | 10 | 2 | 5 | 3 | 10 | 10 | 0   | Eliminado                |  | 0–0 | 2–2 | 1–0 | 0–1 | —   | 1–1 |
| 6   | Andorra      | 2   | 10 | 0 | 2 | 8 | 3  | 20 | −17 | Eliminado                |  | 0–2 | 1–2 | 0–2 | 0–0 | 0–3 | —   |

### Grupo J
| Pos | Equipe               | Pts | J  | V  | E | D  | GP | GC | SG  | Classificado             |  | POR | SVK | LUX | ISL | BIH | LIE |
| --- | -------------------- | --- | -- | -- | - | -- | -- | -- | --- | ------------------------ |  | --- | --- | --- | --- | --- | --- |
| 1   | Portugal             | 30  | 10 | 10 | 0 | 0  | 37 | 2  | +35 | Eurocopa 2024            |  | —   | 3–2 | 9–0 | 2–0 | 3–0 | 4–0 |
| 2   | Eslováquia           | 22  | 10 | 7  | 1 | 2  | 17 | 8  | +9  | Eurocopa 2024            |  | 0–1 | —   | 0–0 | 4–2 | 2–0 | 3–0 |
| 3   | Luxemburgo           | 17  | 10 | 5  | 2 | 3  | 12 | 18 | −6  | Avança para a repescagem |  | 0–6 | 0–1 | —   | 3–1 | 4–1 | 2–0 |
| 4   | Islândia             | 10  | 10 | 3  | 1 | 6  | 17 | 16 | +1  | Avança para a repescagem |  | 0–1 | 1–2 | 1–1 | —   | 1–0 | 4–0 |
| 5   | Bósnia e Herzegovina | 9   | 10 | 3  | 0 | 7  | 8  | 19 | −11 | Avança para a repescagem |  | 0–5 | 1–2 | 0–2 | 3–0 | —   | 2–1 |
| 6   | Liechtenstein        | 0   | 10 | 0  | 0 | 10 | 1  | 29 | −28 | Eliminado                |  | 0–2 | 0–1 | 0–1 | 0–7 | 0–2 | —   |

## Repescagem
As equipes que falharem na fase de grupos de qualificação ainda podem se classificar para o torneio final por meio da repescagem. As Ligas A, B e C da Liga das Nações da UEFA receberão uma das três vagas restantes na fase final. Quatro equipes de cada liga que ainda não se classificaram para o Campeonato Europeu competirão na repescagem de suas ligas. As vagas da repescagem foram alocadas primeiro para cada vencedor de grupo da Liga das Nações, mas se algum dos vencedores de grupo se classificar para o Campeonato Europeu, então a vaga vai para o próximo melhor classificado da liga. 

### Escolha das equipes
O processo de escolha das equipas determinará as doze seleções que irão disputar a repescagem com base na classificação geral da Liga das Nações, utilizando um conjunto de critérios que obedecem aos seguintes princípios: 
- As ligas A, B e C formam, cada uma, um caminho com as quatro equipes mais bem colocadas ainda não classificadas.
- Se uma dessas ligas tiver menos de quatro times não qualificados, as vagas serão ocupadas primeiro pelo melhor vencedor de grupo da Liga D (a menos que já esteja qualificado) e depois pelos próximos melhores times com base na classificação.
- Os vencedores de grupos das Ligas B e C não podem enfrentar times de ligas superiores.

### Sorteio
O sorteio da repescagem de qualificação acontecerá em 23 de novembro de 2023 na sede da UEFA, em Nyon, na Suíça.  O sorteio, se necessário, seguirá as regras de formação de caminhos para determinar os caminhos em que participarão os que não venceram seus grupos. Três sorteios separados que determinarão o anfitrião da final de cada caminho também ocorrerão entre os vencedores das semifinais (identificados como semifinal 1 para 1 x 4 e semifinal 2 para 2 x 3).
Se mais de quatro equipes da Liga B avançarem para a repescagem, um sorteio será realizado para determinar quais não vencedores de grupos participarão do Caminho B, com as equipes restantes colocadas no Caminho A.  Nenhuma restrição será aplicada ao sorteio, pois nenhum dos confrontos proibidos pela UEFA por motivos políticos poderá ocorrer. 
Os seguintes três vencedores não pertencentes aos grupos da Liga B (ordenados pela classificação da Liga das Nações) participarão do sorteio, sendo dois sorteados para o Caminho B, enquanto a equipe restante será alocada para o Caminho A:
1. Finlândia
2. Ucrânia
3. Islândia

A seguir está a composição dos caminhos da repescagem:
| Caminho A - Polónia (posição 1) - País de Gales (posição 2) - Finlândia (posição 3) - Estónia (posição 4) | Caminho B - Israel (posição 1) - Bósnia e Herzegovina (posição 2) - Ucrânia (posição 3) - Islândia (posição 4) | Caminho C - Geórgia (posição 1) - Grécia (posição 2) - Cazaquistão (posição 3) - Luxemburgo (posição 4) |

### Caminho A
| Equipe 1      | Resultado   | Equipe 2  |
| ------------- | ----------- | --------- |
| Semifinais    |             |           |
| Polónia       | 5–1         | Estônia   |
| País de Gales | 4–1         | Finlândia |
| Final         |             |           |
| País de Gales | 0–0 (4–5 p) | Polónia   |

### Semifinais
| 21 de março de 2024 | Polónia                                                           | 5 – 1     | Estónia    | Estádio Nacional de Varsóvia, Varsóvia     |
| 20:45               | Frankowski 22' · Zieliński 50' · Piotrowski 70' · Mets 73' (g.c.) | Relatório | Vetkal 78' | Público: 53 868 Árbitro: SVN Slavko Vinčić |

| 21 de março de 2024 | País de Gales                                      | 4 – 1     | Finlândia | Cardiff City Stadium, Cardiff              |
| 20:45 (19:45 UTC+0) | Brooks 3' · Williams 38' · Johnson 47' · James 86' | Relatório | Pukki 45' | Público: 32 162 Árbitro: ROU István Kovács |

### Final
| 26 de março de 2024 | País de Gales | 0 – 0 (pro) | Polónia | Cardiff City Stadium, Cardiff               |
| 20:45 (19:45 UTC+0) |               | Relatório   |         | Público: 31 876 Árbitro: ITA Daniele Orsato |

|                                    |       | Penalidades                                      |  |
| Davies Moore Wilson Williams James | 4 – 5 | Lewandowski Szymański Frankowski Zalewski Piątek |  |

### Caminho B
| Equipe 1             | Resultado | Equipe 2 |
| -------------------- | --------- | -------- |
| Semifinais           |           |          |
| Israel               | 1–4       | Islândia |
| Bósnia e Herzegovina | 1–2       | Ucrânia  |
| Final                |           |          |
| Ucrânia              | 2–1       | Islândia |

### Semifinais
| 21 de março de 2024 | Israel           | 1 – 4     | Islândia                                   | Estádio Ferenc Szusza, Budapeste           |
| 20:45               | Zahavi 31' (pen) | Relatório | Guðmundsson 39', 83', 87' · Traustason 42' | Público: 1 226 Árbitro: ENG Anthony Taylor |

| 21 de março de 2024 | Bósnia e Herzegovina  | 1 – 2     | Ucrânia                    | Estádio Bilino Polje, Zenica              |
| 20:45               | Matviyenko 56' (g.c.) | Relatório | Yaremchuk 85' · Dovbyk 88' | Público: 10 992 Árbitro: GER Felix Zwayer |

### Final
| 26 de março de 2024 | Ucrânia                    | 2 – 1     | Islândia        | Estádio Municipal de Breslávia, Breslávia (Polônia) |
| 20:45               | Tsygankov 54' · Mudryk 84' | Relatório | Guðmundsson 30' | Público: 29 310 Árbitro: FRA Clément Turpin         |

### Caminho C
| Equipe 1   | Resultado   | Equipe 2    |
| ---------- | ----------- | ----------- |
| Semifinais |             |             |
| Geórgia    | 2–0         | Luxemburgo  |
| Grécia     | 5–0         | Cazaquistão |
| Final      |             |             |
| Geórgia    | 0–0 (4–2 p) | Grécia      |

### Semifinais
| 21 de março de 2024 | Geórgia             | 2 – 0     | Luxemburgo | Estádio Boris Paichadze, Tbilisi                         |
| 18:00 (21:00 UTC+4) | Zivzivadze 40', 63' | Relatório |            | Público: 51 404 Árbitro: ESP José María Sánchez Martínez |

| 21 de março de 2024 | Grécia                                                                               | 5 – 0     | Cazaquistão | Estádio Agia Sophia, Atenas                 |
| 20:45 (21:45 UTC+2) | Bakasetas 9' (pen) · Pelkas 15' · Ioannidis 37' · Kourbelis 40' · Tapalov 85' (g.c.) | Relatório |             | Público: 25 200 Árbitro: NED Danny Makkelie |

### Final
| 26 de março de 2024 | Geórgia | 0 – 0 (pro) | Grécia | Estádio Boris Paichadze, Tbilisi              |
| 18:00 (21:00 UTC+4) |         | Relatório   |        | Público: 44 000 Árbitro: POL Szymon Marciniak |

|                                                         |       | Penalidades                                |  |
| Kochorashvili Davitashvili Mikautadze Dvali Kvekveskiri | 4 – 2 | Bakasetas Masouras Bouchalakis Giakoumakis |  |

## Artilheiros
atualizado em 19 de novembro de 2023.
14 gols
- Romelu Lukaku

10 gols
- Cristiano Ronaldo

9 gols
- Kylian Mbappé

8 gols
- Harry Kane

7 gols
- Rasmus Højlund
- Scott McTominay

6 gols
- Erling Haaland
- Bruno Fernandes
- Zeki Amdouni

5 gols
- Georgios Masouras
- Gerson Rodrigues
- Aleksandar Mitrović

4 gols
- Marcel Sabitzer
- Bukayo Saka
- Daniel Håkans
- Khvicha Kvaratskhelia
- Dominik Szoboszlai
- Barnabás Varga
- Andrej Kramarić
- Bakhtiyar Zaynutdinov
- Ion Nicolaescu
- Benjamin Šeško
- Joselu
- Álvaro Morata

3 gols
- Jasir Asani
- Nedim Bajrami
- Lucas Zelarayán
- Christoph Baumgartner
- Michael Gregoritsch
- Emin Mahmudov
- Max Ebong
- Kiril Despodov
- Václav Černý
- Jonas Wind
- Oliver Antman
- Olivier Giroud
- Georges Mikautadze
- Hákon Arnar Haraldsson
- Alfreð Finnbogason
- Aron Gunnarsson
- Davide Frattesi
- Abat Aýımbetov
- Vedat Muriqi
- Milot Rashica
- Pijus Širvys
- Danel Sinani
- Stevan Jovetić
- Wout Weghorst
- Eljif Elmas
- Robert Lewandowski
- João Cancelo
- João Félix
- Gonçalo Ramos
- Bernardo Silva
- Valentin Mihăilă
- Nicolae Stanciu
- John McGinn
- Dušan Vlahović
- Lukáš Haraslín
- Andraž Šporar
- Ferrán Torres
- Viktor Gyökeres
- Renato Steffen
- Ruben Vargas
- Harry Wilson

2 gols
- Taulant Seferi
- Albert Rosas
- Grant-Leon Ranos
- Marko Arnautović
- Konrad Laimer
- Uladzislaŭ Marozaŭ
- Dodi Lukebakio
- Leandro Trossard
- Rade Krunić
- Mateo Kovačić
- Mario Pašalić
- Bruno Petković
- Ladislav Krejčí
- Tomáš Souček
- Pierre-Emile Højbjerg
- Joakim Mæhle
- Robert Skov
- Marcus Rashford
- Rauno Sappinen
- Benjamin Källman
- Joel Pohjanpalo
- Teemu Pukki
- Kingsley Coman
- Marcus Thuram
- Anastasios Bakasetas
- Kōnstantinos Mavropanos
- Martin Ádám
- Roland Sallai
- Andri Guðjohnsen
- Orri Óskarsson
- Gylfi Sigurðsson
- Oscar Gloukh
- Shon Weissman
- Domenico Berardi
- Federico Chiesa
- Mateo Retegui
- Islam Chesnokov
- Maksim Samorodov
- Asqat Tağıbergen
- Ian Vorogovskıı
- Fedor Černych
- Gytis Paulauskas
- Yvandro Borges Sanches
- Vladyslav Babohlo
- Nikola Krstović
- Stefan Savić
- Nathan Aké
- Cody Gakpo
- Jani Atanasov
- Enis Bardhi
- Dion Charles
- Alexander Sørloth
- Karol Świderski
- Ricardo Horta
- Gonçalo Inácio
- Diogo Jota
- Evan Ferguson
- Adam Idah
- Michael Johnston
- Denis Alibec
- Ianis Hagi
- Dušan Tadić
- Ondrej Duda
- Dávid Hancko
- Juraj Kucka
- Róbert Mak
- Erik Janža
- Žan Vipotnik
- Gavi
- Dani Olmo
- Lamine Yamal
- Viktor Claesson
- Emil Forsberg
- Remo Freuler
- Xherdan Shaqiri
- Granit Xhaka
- Kerem Aktürkoğlu
- Cenk Tosun
- Viktor Tsyhankov

1 gols
- Kristjan Asllani
- Sokol Çikalleshi
- Mirlind Daku
- Ernest Muçi
- Márcio Vieira
- Tigran Barseġyan
- Artak Dašyan
- Nair Tiknizjan
- Florian Kainz
- Philipp Lienhart
- Toral Bayramov
- Renat Dadaşov
- Anton Kryvocjuk
- Ramil Şeydayev
- Dzmitryj Ancileŭski
- Dzjanis Lapceŭ
- Dzjanis Paljakoŭ
- Johan Bakayoko
- Yannick Carrasco
- Charles De Ketelaere
- Jan Vertonghen
- Amar Dedić
- Edin Džeko
- Renato Gojković
- Amar Rahmanović
- Miroslav Stevanović
- Preslav Borukov
- Spas Delev
- Kiril Petkov
- Georgi Rusev
- Luka Ivanušec
- Lovro Majer
- Grīgorīs Kastanos
- Kostas Pileas
- Iōannīs Pittas
- Tomáš Čvančara
- Jan Kuchta
- Thomas Delaney
- Christian Eriksen
- Yussuf Poulsen
- Trent Alexander-Arnold
- Kalvin Phillips
- Declan Rice
- Kyle Walker
- Callum Wilson
- Mads Boe Mikkelsen
- Odmar Færø
- Glen Kamara
- Robin Lod
- Robert Taylor
- Jonathan Clauss
- Ousmane Dembélé
- Youssouf Fofana
- Antoine Griezmann
- Benjamin Pavard
- Adrien Rabiot
- Aurélien Tchouaméni
- Dayot Upamecano
- Warren Zaïre-Emery
- Giorgi Chakvetadze
- Zuriko Davitashvili
- Otar Kiteishvili
- Levan Shengelia
- Budu Zivzivadze
- Giōrgos Giakoumakīs
- Dīmītrios Pelkas
- Manōlīs Siōpīs
- Ádám Nagy
- Willi Orban
- Bálint Vécsei
- Mikael Egill Ellertsson
- Davíð Kristján Ólafsson
- Gavriel Kanichowsky
- Dor Peretz
- Raz Shlomo
- Manor Solomon
- Eran Zahavi
- Giacomo Bonaventura
- Matteo Darmian
- Stephan El Shaarawy
- Ciro Immobile
- Matteo Pessina
- Giacomo Raspadori
- Gianluca Scamacca
- Muhamet Hyseni
- Altin Zeqiri
- Edon Zhegrova
- Daniels Balodis
- Eduards Emsis
- Jānis Ikaunieks
- Kristers Tobers
- Sandro Wolfinger
- Edvinas Girdvainis
- Maxime Chanot
- Mathias Olesen
- Paul Mbong
- Yannick Yankam
- Vadim Rață
- Edvin Kuč
- Slobodan Rubežić
- Memphis Depay
- Marten de Roon
- Quilindschy Hartman
- Virgil van Dijk
- Darko Čurlinov
- Jovan Manev
- Jonny Evans
- Josh Magennis
- Conor McMenamin
- Isaac Price
- Paul Smyth
- Fredrik Aursnes
- Aron Dønnum
- Mohamed Elyounoussi
- Jørgen Strand Larsen
- Martin Ødegaard
- Ola Solbakken
- Adam Buksa
- Arkadiusz Milik
- Jakub Piotrowski
- Damian Szymański
- Sebastian Szymański
- Rafael Leão
- Otávio
- Nathan Collins
- Matt Doherty
- Callum Robinson
- Andrei Burcă
- Florinel Coman
- Dennis Man
- Răzvan Marin
- George Pușcaș
- Simone Franciosi
- Alessandro Golinucci
- Stuart Armstrong
- Lyndon Dykes
- Callum McGregor
- Kenny McLean
- Ryan Porteous
- Lawrence Shankland
- Srđan Babić
- Darko Lazović
- Strahinja Pavlović
- Miloš Veljković
- Róbert Boženík
- Dávid Ďuriš
- Stanislav Lobotka
- Ľubomír Šatka
- Tomáš Suslov
- Denis Vavro
- David Brekalo
- Adam Gnezda Čerin
- Žan Karničnik
- Sandi Lovric
- Jan Mlakar
- Álex Baena
- Robin Le Normand
- Mikel Merino
- Mikel Oyarzabal
- Oihan Sancet
- Nico Williams
- Anthony Elanga
- Emil Holm
- Alexander Isak
- Jesper Karlsson
- Dejan Kulusevski
- Robin Quaison
- Manuel Akanji
- Cedric Itten
- Silvan Widmer
- Yunus Akgün
- Barış Alper Yılmaz
- Abdülkerim Bardakcı
- Arda Güler
- İrfan Kahveci
- Orkun Kökçü
- Umut Nayir
- Cengiz Ünder
- Bertuğ Yıldırım
- Artem Dovbyk
- Andriy Yarmolenko
- Oleksandr Karavayev
- Yukhym Konoplia
- Mykhailo Mudryk
- Heorhiy Sudakov
- Illya Zabarnyi
- Oleksandr Zinchenko
- Nathan Broadhead
- David Brooks
- Daniel James
- Kieffer Moore
- Aaron Ramsey

Gol Contra
- Styopa Mkrtchyan (1, pro  Letónia)
- Nair Tiknizjan (1, pro  País de Gales)
- Bəhlul Mustafazadə (1, pro  Suécia)
- Orel Mangala (1, pro  Áustria)
- Nihad Mujakić (1, pro  Luxemburgo)
- Aleks Petkov (1, pro  Hungria)
- Solomon Kvirkvelia (1, pro  Espanha)
- Luka Lochoshvili (1, pro  Espanha)
- Aymen Mouelhi (1, pro  França)
- Ethan Santos (1, pro  França)
- Attila Szalai (1, pro  Sérvia)
- Eli Dasa (1, pro  Kosovo)
- Amir Rrahmani (1, pro  Suíça)
- Simon Lüchinger (1, pro  Bósnia e Herzegovina)
- Ferdinando Apap (1, pro  Inglaterra)
- Ryan Camenzuli (1, pro  Ucrânia)
- Enrico Pepe (1, pro  Inglaterra)
- Jonny Evans (1, pro  Eslovênia)
- Leo Skiri Østigård (1, pro  Escócia)
- Roberto Di Maio (1, pro  Eslovênia)
- Patrik Hrošovský (1, pro  Bósnia e Herzegovina)
- Ozan Kabak (1, pro  Armênia)